# ハーディ (歌手)
ハーディ（HARDY、本名: Michael Wilson Hardy、1990年9月13日 - ）は、アメリカ合衆国出身のカントリー歌手、シンガーソングライターである。フロリダ・ジョージア・ライン、クリス・レーン、ブレイク・シェルトン、ダラス・スミス、トーマス・レット、モーガン・ウォーレンのために曲を書いたことがある。

## 経歴
2019年、トーマス・レット、モーガン・ウォーレンなど計17人のカントリー歌手を含むコラボレーションミックステープである『Hixtape, Vol. 1』をリリースした。

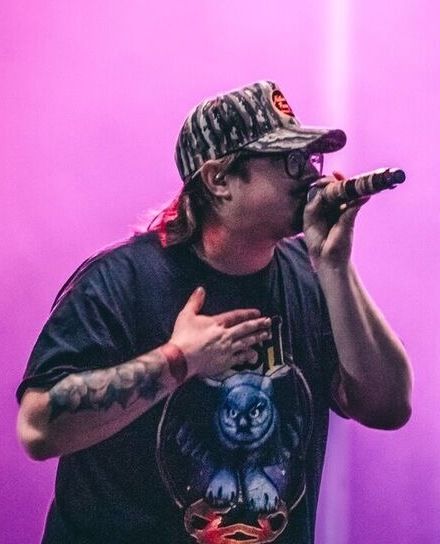
2019年

2020年9月、ハーディはデビューアルバム『A Rock』をリリースし、Billboard 200で24位に達した。同アルバムからのシングル『One Beer』は初めてBillboard Hot 100にチャートインし、33位に達した。2021年にはディエクス・ベントレーのシングル『Beers on Me』にブレランドと共に客演参加した。
2022年に2枚目のアルバム『ザ・モッキンバード&ザ・クロウ』をリリースすることを発表。客演にモーガン・ウォーレン、レイニー・ウィルソン、ジェレミー・マッキノンを迎えている。2023年1月20日にリリースされると、Billboard 200で4位、Top Country Albums初ので1位を獲得した。カントリー・ミュージックとハードロックを組み合わせたこのアルバムは、批評家から賛否両論の評価を受けた。

## 私生活
ハーディはケイリー・ライアンと2022年10月29日に結婚した。

## ディスコグラフィー
スタジオアルバム 
- A Rock (2020年)
- ザ・モッキンバード&ザ・クロウ (2023年)
- Quit!! (2024年)

 Hixtape 
- Hixtape, Vol. 1 (2019年)
- Hixtape, Vol. 2 (2021年)
- Hixtape, Vol. 3: Difftape (2024年)